# Josh Green (político)
Joshua Booth Green (Kingston, 11 de febrero de 1970) es un político y médico estadounidense, actual gobernador de Hawái desde enero de 2023, previamente fue vicegobernador de Hawái desde 2018 hasta 2023. Miembro del Partido Demócrata, anteriormente se desempeñó como miembro de la Legislatura del Estado de Hawái. Green es el candidato del Partido Demócrata para gobernador de Hawái en las elecciones de 2022.

## Temprana edad y educación
Nacido en Kingston, Nueva York, Green se crio en Pittsburgh, Pensilvania. Green obtuvo su licenciatura en Swarthmore College y su doctorado en medicina en Universidad Estatal de Pensilvania.

## Carrera profesional
Green se trasladó a Hawái para servir en el Cuerpo del Servicio Nacional de Salud como médico. Se ha mantenido como médico en los departamentos de emergencias rurales de Hawái mientras se desempeñaba en un cargo público.
Green fue elegido miembro de la Cámara de Representantes del Estado de Hawái el 2 de noviembre de 2004 y cumplió dos mandatos antes de ser elegido para el Senado del Estado de Hawái en 2008, donde presidió los Comités de Salud y Servicios Humanos y se desempeñó como líder de la mayoría.
Green ganó las primarias demócratas como candidato de su partido para vicegobernador de Hawái y fue compañero de fórmula del candidato a gobernador demócrata David Ige. Ganaron las elecciones generales el 6 de noviembre de 2018. Ige le encargó a Green que abordara la crisis crónica de personas sin hogar en Hawái y le pidió que usara su experiencia como médico para abordar cómo las enfermedades mentales y las adicciones afectan a las personas sin hogar en Hawái.
En agosto de 2019, Green anunció que estaba "considerando seriamente" postularse para gobernador de Hawái en las elecciones de 2022. Lanzó su campaña para gobernador el 10 de febrero de 2022. Ganó las primarias demócratas del 13 de agosto y se enfrentará al candidato republicano, el ex vicegobernador Duke Aiona, en las elecciones generales.

## Vida personal
Green es judío. En 2006, Green se casó con Jaime Ushiroda. Tienen dos hijos, Maia y Sam.
El 11 de septiembre de 2020, Josh Green fue diagnosticado con COVID-19. Posteriormente se puso en cuarentena en su casa aparte de su familia durante dos semanas.